# 유성 권설 내파음
유성 권설 내파음(有聲捲舌內破音)은 자음의 하나로 치조후에서 혀끝을 말아 만드는 유성 내파음이다.

## 예시
- 오로모어: dh에서 이 소리가 난다.